# Класс персонажа
Класс персонажа — архетип персонажа ролевых игр, определяющий его умения и направление развития. Как правило, игроки выбирают класс при создании персонажа и не могут полностью от него отойти в течение всей жизни этого персонажа.
В ролевых играх жанра фэнтези обычно используются три традиционных класса: воин, плут и маг:
- Воин (Warrior) носит тяжёлую броню, щит и меч (либо двуручное оружие), сражаясь в ближнем бою. Основной атрибут - сила.
- Плут (Rogue) носит лёгкую или среднюю броню, в бою использует лук, кинжалы и яды. Основной атрибут - ловкость. Специализация: скрытность, взлом, кража и обезвреживание ловушек.
- Маг (Mage) носит мантию или лёгкую броню, в бою использует посох и заклинания. Основной атрибут - интеллект.

Существуют гибридные классы:
- Боевой маг (Battle Mage) — чародей с навыками воина. Использует броню и оружие, специализируется на боевых заклинаниях и усилении себя в ближнем бою.
- Жрец (Cleric) — священнослужитель, специализирующийся на магии поддержки.
- Паладин (Paladin) — воин, имеющий доступ к некоторым видам магии поддержки.
- Бард (Bard) — персонаж, специализирующийся на убеждении, заклинаниях иллюзии и очарования.

## Классы в D&D
C каждой новой редакцией в Dungeons & Dragons система классов менялась.

### 1-я редакция
Изначально в D&D было четыре класса, считающиеся прототипами для последующих систем:
- Боец (англ. Fighter) — ориентирован на ближний бой, практически не имеет магических способностей.
- Плут (англ. Rogue) — обладает навыками скрытности, воровства и общения.
- Маг (англ. Mage) — могущественные магические возможности уравновешиваются физической слабостью.
- Жрец (англ. Cleric) — обладает способностями к целительной и поддерживающей магии, а также ограниченными боевыми навыками.

### 2-я редакция
- Воин (Warrior)
  - Боец (Fighter)
  - Паладин (Paladin)
  - Следопыт (Ranger)
- Волшебник (Wizard)
  - Маг (Mage)
  - Волшебник-специалист (Specialist wizard)
  - Иллюзионист (Illusionist)
- Священник (Priest)
  - Жрец (Cleric)
  - Священник особого вероисповедания (Priest of specific mythos)
  - Друид (Druid)
- Плут (Rogue)
  - Вор (Thief)
  - Бард (Bard)

### 3, 4 редакции
- Варвар (Barbarian): свирепый воин, ярость и инстинкты которого помогают ему сокрушать врагов.
- Бард (Bard): музыка которого творит чудеса; странник, сказитель и мастер на все руки.
- Жрец (Cleric): священник, творящий магию с помощью молитвы и благословения. Тип магии во многом зависит от божества, которому поклоняется священник.
- Друид (Druid): мудрец, черпающий энергию из природы.
- Воин (Fighter): боец с выдающимися навыками сражения и несравненным владением оружием.
- Монах (Monk): мастер боевых искусств, чьи безоружные атаки быстры и очень опасны. Владеет сверхъестественной силой.
- Паладин (Paladin): защитник справедливости и враг зла, укреплённый божественной силой.
- Следопыт (Ranger): умелый воин, обученный выживанию в дикой местности. Специализируется на стрельбе из лука и на стиле боя парным оружием.
- Плут (Rogue): хитрый, изворотливый разведчик и шпион. Может быть весьма коварен в бою.
- Чародей (Sorcerer): заклинатель, обладающий врождённой способностью к магии. В отличие от мага тратит меньше времени на постижение магии и может колдовать гораздо чаще, но ограничен в выборе заклинаний.
- Волшебник (Wizard): могучий заклинатель, обученный тайным наукам. Если колдунами рождаются, то магами становятся в процессе кропотливого обучения. Волшебники должны подготовить свои чары перед использованием, но им доступен больший выбор заклинаний.

### 5 редакция
- Изобретатель (Artificer): инженер, имеющий небольшой доступ к магии, специализирующийся на создании магических предметов, зелий и оружия (в том числе огнестрельного).
- Варвар (Barbarian): свирепый воин, способный впадать в ярость в бою, чтобы сокрушать своих врагов.
- Бард (Bard): является мастером речей, песен, и волшебства. Воодушевляют своих союзников и ослабляют противников.
- Жрец (Cleric): священник, источником силы которого является божество. Тип магии во многом зависит от божества, которому поклоняется священник.
- Друид (Druid): мудрец, черпающий энергию из природы. Может превращаться в животных и обладает различной магией.
- Воин (Fighter): боец с выдающимися навыками сражения и несравненным владением оружием. Может быть как бойцом поддержки так и стоять на передовой.
- Монах (Monk): мастер боевых искусств, чьи безоружные атаки быстры и очень опасны. Владеет сверхъестественной силой.
- Паладин (Paladin): воин, чей источник магических сил - клятва.
- Следопыт (Ranger): умелый воин, обученный выживанию в дикой местности. Может сражаться как в дальнем, так и в ближнем бою в паре с животным-компаньоном.
- Плут (Rogue): хитрый, изворотливый разведчик и шпион. Мастер скрытности.
- Чародей (Sorcerer): заклинатель, обладающий врождённой способностью к магии.
- Колдун (Warlock): заклинатель, чей источник магии - патрон, с которым заключён контракт
- Волшебник (Wizard): заклинатель, чей источник магии - накопленные им знания.

## Бесклассовые системы
Бесклассовые системы — такие, в которых грань между одной и другой специализацией размыта, и игрок способен сделать персонажа в точности таким, какого он хочет. Наиболее известные бесклассовые системы — GURPS и S.P.E.C.I.A.L. (в серии игр Fallout).
У бесклассовых систем есть свои недостатки — трудно сбалансировать различные комбинации умений. Например, в Ultima Online нашёлся «волшебник-танк», который в PvP разбрасывался смертельными заклинаниями и убить которого было практически невозможно. Другой мем, на сей раз родом из GURPS — «слепой снайпер»: отрицательная характеристика «слепой» нисколько не мешала положительной характеристике «снайпер».